# Mastixis languida
Mastixis languida là một loài bướm đêm trong họ Noctuidae.